# Mercedes-AMG GT
Mercedes-AMG GT är en serie sportbilar, tillverkade av den tyska biltillverkaren Mercedes-AMG sedan 2014.
Modellen ersatte Mercedes-Benz SLS AMG.

## C190 (2014-2022)
Se vidare under huvudartikeln Mercedes-AMG C190.

## C192 (2023- )
Se vidare under huvudartikeln Mercedes-AMG C192.

## Bilder

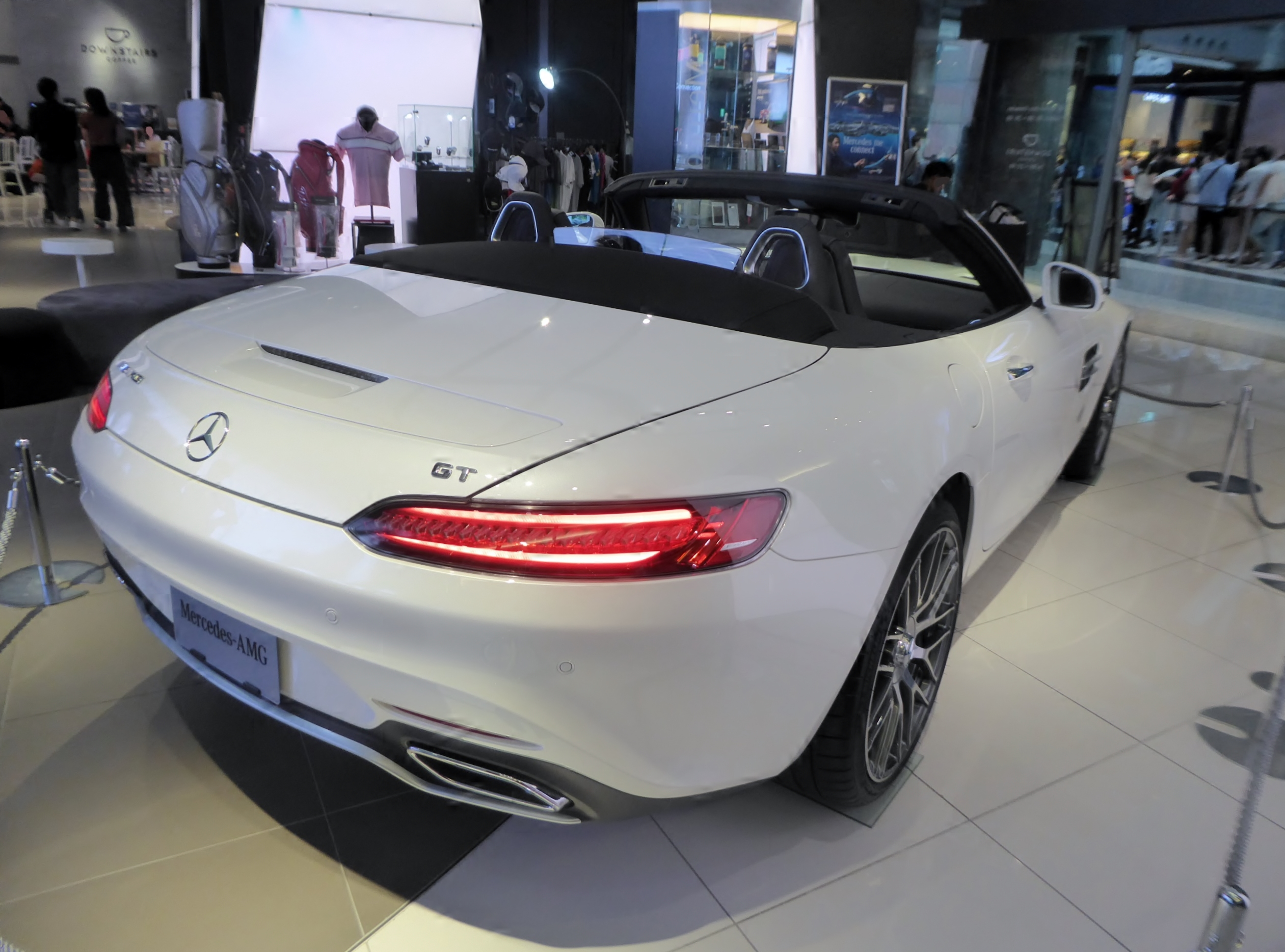
R190 Roadster
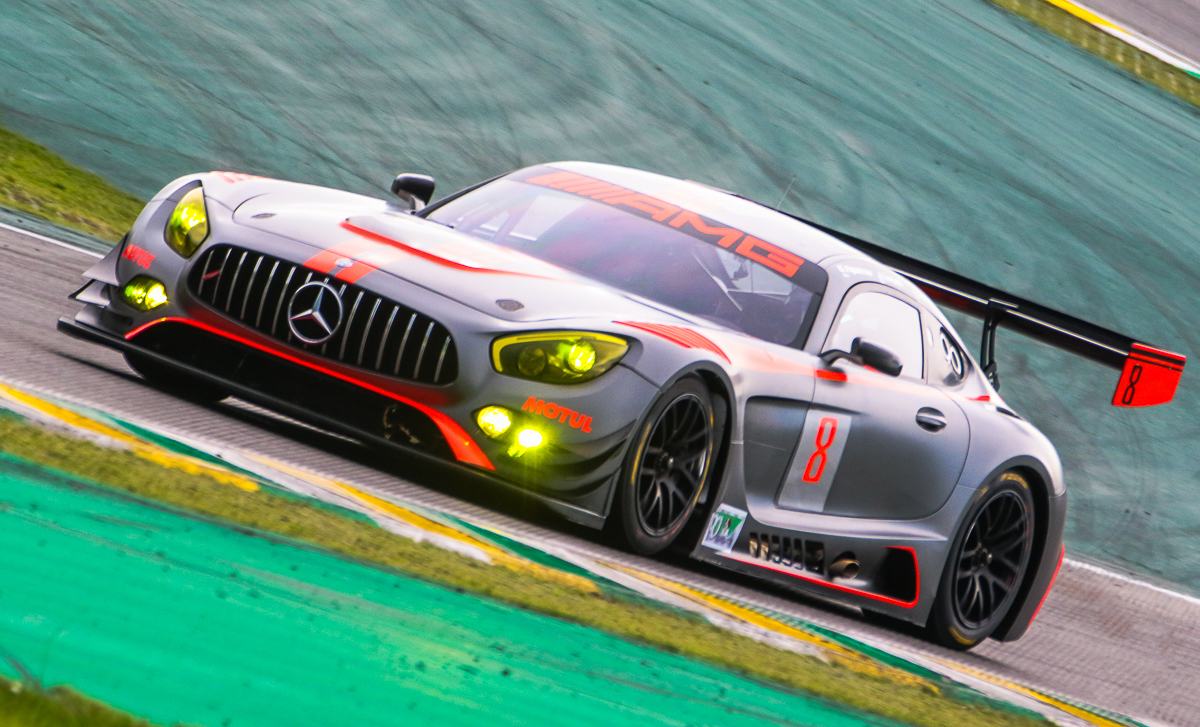
C190 GT3
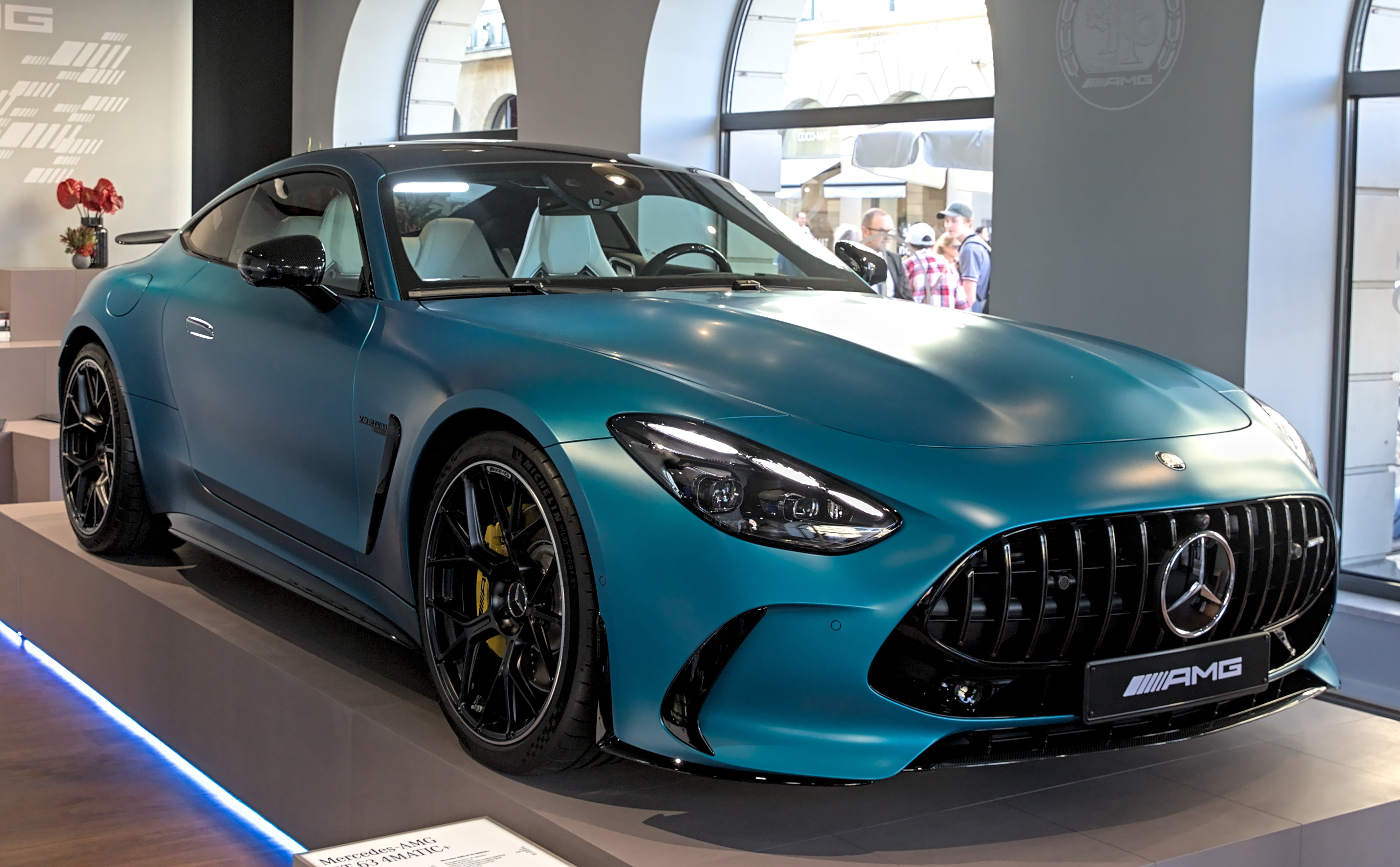
C192